# Günther Heymann
Günther Heymann (Chemnitz, 28 de junho de 1917) é um médico e imunologista alemão.
Heymann foi desde 1957 membro científico no Instituto Paul Ehrlich em Langen. A partir de 1962 foi diretor comissário do Instituto Paul Ehrlich, sucessor de Richard Prigge, até ser sucedido em 1966 por Niels Jerne.
Recebeu o Prêmio Paul Ehrlich e Ludwig Darmstaedter de 1961.